# Accordo di commercio e cooperazione tra Unione europea e Regno Unito
L'accordo di commercio e cooperazione tra Unione europea e Regno Unito (TCA, dall'inglese Trade and Cooperation Agreement) è un accordo commerciale concluso il 24 dicembre 2020 tra l'Unione europea (UE), l'Euratom e il Regno Unito (UK). Ne fu prevista l'applicazione provvisoria immediatamente dopo la fine del periodo di transizione per la Brexit, il 31 dicembre 2020.
L'accordo che regola il rapporto tra UE e Regno Unito dopo la Brexit è stato concluso dopo otto mesi di negoziati. Prevede il libero scambio di merci e l'accesso limitato al mercato dei servizi, nonché meccanismi di cooperazione in una serie di settori politici, disposizioni transitorie sull'accesso dell'UE alla pesca del Regno Unito e la partecipazione del Regno Unito ad alcuni programmi dell'UE. Rispetto al precedente status del Regno Unito come stato membro dell'UE, pone fine alla libera circolazione delle persone tra le parti, all'adesione del Regno Unito al mercato unico europeo e all'unione doganale, alla partecipazione del Regno Unito alla maggior parte dei programmi dell'UE e all'autorità della Corte di giustizia europea nella risoluzione delle controversie.
Il TCA, prima di entrare formalmente in vigore, ha atteso la ratifica da parte del Parlamento del Regno Unito, del Parlamento europeo e del Consiglio dell'Unione europea. La Camera dei Comuni britannica ha approvato l'accordo il 30 dicembre 2020, mentre il Parlamento europeo e il Consiglio dell'Unione europea hanno approvato l'accordo rispettivamente il 27 e il 29 aprile 2021.

## Storia
Il Regno Unito è diventato membro delle Comunità europee nel 1973; in seguito esse diventate l'UE e l'Euratom. Da allora, il Regno Unito ha contribuito a incrementare ed era soggetto al diritto dell'UE, la cui applicazione era disciplinata dai tribunali europei.
Dopo che il Regno Unito ha deciso in un referendum del 2016 di lasciare l'UE ("Brexit"), lo ha fatto il 31 gennaio 2020. Fino al 31 dicembre 2020 si applica un periodo di transizione in cui il Regno Unito è ancora considerato per la maggior parte delle questioni come parte dell'Unione. Dopo che i primi negoziati tra il Regno Unito e l'UE hanno portato all'accordo di recesso che ha attuato l'uscita del Regno Unito sono iniziati i negoziati per un accordo permanente che disciplini il commercio e le altre relazioni tra l'Unione europea e il Regno Unito dopo la fine del periodo di transizione .

### Negoziati
Il governo del Regno Unito guidato da Boris Johnson ha perseguito il desiderio di commerciare liberamente con l'UE pur essendo soggetto al minor numero possibile di regole dell'Unione, e soprattutto sottraendosi alla giurisdizione della Corte di giustizia europea. Da parte sua, l'Unione europea ha insistito sul fatto che il prezzo per l'accesso del Regno Unito al mercato unico europeo era il rispetto delle sovvenzioni dell'UE, delle normative sociali, ambientali e di altro tipo per evitare distorsioni della concorrenza nel mercato unico. Un altro punto importante della contesa era la pesca. Parte dell'impulso alla Brexit è stato il desiderio britannico di riprendere il pieno controllo delle proprie acque di pesca, mentre gli stati costieri dell'Unione hanno chiesto di mantenere tutti o la maggior parte dei diritti di pesca di cui godevano nell'ambito della politica comune della pesca.
L'accordo commerciale, negoziato sotto la crescente pressione dei tempi a causa della fine del periodo di transizione il 31 dicembre 2020, doveva affrontare tutte queste questioni. I negoziati commerciali ufficiali, in cui Michel Barnier rappresentava l'Unione europea e David Frost rappresentava il Regno Unito, sono iniziati il 31 marzo 2020. Inizialmente dovevano essere conclusi entro la fine di ottobre 2020. Tuttavia, i negoziati sono proseguiti e si sono conclusi formalmente il 24 dicembre 2020, quando è stato raggiunto un accordo in linea di principio dopo dieci cicli negoziali.

### Firma, ratifica ed entrata in vigore
La firma dell'accordo è avvenuta il 30 dicembre 2020, dopo che il 29 dicembre il Consiglio dell'Unione europea ha adottato la sua decisione sulla firma (a nome dell'Unione). Il presidente del Consiglio europeo Charles Michel e la presidente della Commissione europea Ursula von der Leyen hanno firmato il trattato per l'Unione europea alle 9:30 presso il Palazzo Europa di Bruxelles, per poi inviare il testo degli accordi a Londra per la firma da parte del primo ministro britannico Boris Johnson.
Le procedure interne del Regno Unito e dell'Unione europea/Euratom devono essere seguite per la ratifica dopo la firma. Per il Regno Unito, ciò significa l'approvazione del Parlamento, e per l'UE significa una decisione del Consiglio dell'Unione europea dopo il consenso del Parlamento europeo. L'accordo entra in vigore il primo giorno del mese successivo alla conclusione di tali procedure (articolo FinProv. 11 della bozza).
Il governo britannico ha presentato la legge per l'attuazione dell'accordo al Parlamento in 30 dicembre 2020; lo stesso giorno la Camera dei Comuni l'ha approvata con 521 voti favorevoli e 73 contrari. Il 31 dicembre il provvedimento di ratifica è stato approvato anche dalla Camera dei Lord ed è divenuto legge grazie all'assenso reale.
L'accordo può essere applicato in via provvisoria dal 1º gennaio fino all'entrata in vigore, ma (salvo proroga) non oltre il 28 febbraio. La decisione del Consiglio sulla firma includeva anche l'approvazione dell'applicazione provvisoria, a condizione che anche il Regno Unito decida di applicare provvisoriamente il documento.
A seguito di una proroga del periodo di applicazione provvisoria fino al 30 aprile, il Parlamento europeo ha ratificato l'accordo il 27 aprile 2021 con 660 voti favorevoli, 5 contrari e 32 astenuti; contestualmente ha approvato anche una risoluzione politica d'accompagnamento con 578 sì, 51 no e 68 astenuti. Dopo l'approvazione del Parlamento, la ratifica è stata perfezionata dal Consiglio dell'Unione europea il 29 aprile seguente cosicché l'accordo è potuto entrare definitivamente in vigore allo scadere del periodo di applicazione provvisoria il 1º maggio 2021.

## Ambito territoriale
L'accordo si applica al territorio del Regno Unito e all'Unione europea. Non si applica a Gibilterra, che faceva anche parte dell'Unione, ma per la quale viene condotto un negoziato separato tra Regno Unito, Spagna e UE. L'accordo si applica all'isola di Man, Guernsey e Jersey (che hanno dato il loro consenso) per quanto riguarda il commercio di merci e la pesca. Per quanto riguarda l'Irlanda del Nord, le disposizioni sul commercio di merci non si applicano, in quanto sono disciplinate da un protocollo dell'accordo di recesso.

## Contenuti
L'accordo di 1.246 pagine (compresi gli allegati) copre i suoi obiettivi generali e il quadro con disposizioni dettagliate in materia di pesca, sicurezza sociale, commercio, trasporti, visti, cooperazione in materia giudiziaria, di applicazione della legge e di sicurezza. Altre disposizioni includono la partecipazione continua a programmi comunitari e meccanismi per la risoluzione delle controversie.
Secondo le sintesi dell'accordo pubblicate dalla Commissione europea e dal governo del Regno Unito, l'accordo prevede quanto segue o ha i seguenti effetti sulle relazioni UE-Regno Unito.

### Scambi di merci
Gli scambi di merci tra l'Unione europea e il Regno Unito non sono soggetti a tariffe o quote. I commercianti possono autocertificare il rispetto delle regole di origine concordate. Tuttavia, a seguito dell'uscita del Regno Unito dall'area doganale dell'UE, le formalità doganali sono richieste tra le due parti e l'IVA e alcuni altri dazi si applicano all'importazione. Esistono disposizioni intese a limitare gli ostacoli tecnici al commercio (TBT), sulla base dell'accordo TBT dell'Organizzazione mondiale del commercio.

### Scambi di servizi
Basandosi sulle regole dell'OMC ciascuna parte deve trattare i fornitori di servizi dell'altra parte in modo non meno favorevole del proprio. Esistono norme per facilitare la fornitura transfrontaliera di servizi in determinati settori, come i servizi digitali (anche per quanto riguarda le norme sulla protezione dei dati), gli appalti pubblici (estendendo in qualche modo la copertura dell'Accordo sugli appalti pubblici dell'OMC), i viaggi d'affari e il distacco di dipendenti altamente qualificati. Ma non c'è più un accesso generale ai reciproci mercati dei servizi; ad esempio, i fornitori di servizi finanziari non hanno più accesso ai clienti tramite il "passaporto". Le qualifiche professionali non sono più automaticamente riconosciute reciprocamente.

### Energia, politica pubblica e altri aspetti del commercio
Per quanto riguarda l'energia, deve esserci cooperazione normativa e tecnica, nonché una riconferma degli obiettivi climatici dell'accordo di Parigi. Ma il Regno Unito non fa più parte del mercato energetico dell'Unione europea e del sistema di scambio di quote di emissioni. Il Regno Unito ha concluso un accordo separato con l'Euratom sulla cooperazione pacifica sulla tecnologia nucleare che non è entrato in vigore.
Sebbene entrambe le parti rimangano libere di plasmare la loro politica pubblica nei settori dei sussidi, della politica sociale e del lavoro o della politica in materia di clima e ambiente, l'accordo prevede principi e meccanismi di "parità di condizioni" che mirano a prevenire una distorsione del commercio come conseguenza di misure adottate in questi campi. In particolare, ciascuna parte può adottare contromisure (soggette ad arbitrato) contro le misure dannose dell'altra parte.
Alcune disposizioni esistenti in materia di proprietà intellettuale (compreso un periodo di 70 anni sul diritto d'autore) devono essere preservate nell'Unione europea e nel Regno Unito, che vanno oltre gli accordi multilaterali di cui entrambi sono parti (come il TRIPS). Esistono regole concordate sulle indicazioni geografiche esistenti prima della Brexit che sono confermate nel TCA, ma non per le indicazioni registrate successivamente.

### Circolazione delle persone
Non c'è libera circolazione delle persone tra l'Unione europea e il Regno Unito; i visitatori necessitano di un passaporto e di un visto per soggiorni di più di 90 giorni in un periodo di 180 giorni. C'è il coordinamento di alcune prestazioni di sicurezza sociale.

### Trasporto aereo e stradale
Nel settore dell'aviazione, i vettori dell'Unione europea e del Regno Unito continuano a godere dell'accesso al traffico da punto a punto tra gli aeroporti dell'UE e del Regno Unito (terza e quarta libertà del volo). Ma non hanno più accesso ai reciproci mercati dell'aviazione, anche per quanto riguarda i voli nazionali o i voli in collegamento con altri paesi. Il Regno Unito è libero di negoziare individualmente i "diritti di traffico della quinta libertà" (ad esempio la rotta Londra-Parigi-Barcellona per un vettore britannico) con gli stati membri dell'UE. Esiste una cooperazione in materia di sicurezza aerea, ma il Regno Unito non partecipa più all'EASA.
Allo stesso modo, nel trasporto su strada, l'accesso reciproco al mercato è generalmente limitato ai trasporti transfrontalieri da punto a punto, con un massimo di due movimenti extra nel territorio dell'altra parte.

### Pesca
Il Regno Unito esce dalla politica comune della pesca dell'Unione. Durante un periodo transitorio di 5 anni e mezzo le quote di pesca dell'Unione europea nelle acque del Regno Unito saranno gradualmente ridotte del 25% rispetto alla loro dimensione pre-Brexit; successivamente nuovi accordi dovranno essere negoziati.

### Cooperazione e partecipazione del Regno Unito ai programmi dell'Unione europea
Nel campo della sicurezza, il Regno Unito non partecipa più alle agenzie di sicurezza dell'Unione europea e non ha più accesso alla banca dati SIS II. Ma la cooperazione del Regno Unito continua con Europol ed Eurojust, e ci sono meccanismi per lo scambio di alcuni dati rilevanti per la sicurezza, come i registri dei nomi dei passeggeri, i dati della Convenzione di Prüm (DNA, impronte digitali, immatricolazioni di veicoli) e dei casellari giudiziari.
Il Regno Unito non partecipa più ai programmi di finanziamento allo sviluppo dell'Unione europea. Continua a partecipare a cinque programmi tecnici dell'UE:
- Orizzonte Europa,
- Ricerca e formazione Euratom,
- ITER,
- Copernico,
- Sorveglianza satellitare (in parte)[28].

Uno dei programmi non inclusi nell'accordo è il programma di scambio di studenti Erasmus.

### Disposizioni istituzionali e composizione delle controversie
L'accordo istituisce un Consiglio di partenariato, composto da rappresentanti dell'Unione europea e del Regno Unito. Operando di comune accordo, è autorizzato ad amministrare l'accordo, risolvere controversie tramite negoziazione e modificare alcune parti dell'accordo se necessario. Il Consiglio di partenariato assumerà questo ruolo anche nell'integrazione degli accordi tra l'UE e il Regno Unito, salvo diverso accordo (articoli COMPROV 2 e Inst 1.2).
Quando i disaccordi tra le parti non possono essere risolti mediante consultazione, ciascuna delle parti può sottoporre la controversia a un collegio arbitrale indipendente. Se la giuria rileva che una parte ha violato i propri obblighi, l'altra parte può sospendere (in parte) i propri obblighi ai sensi dell'accordo. L'accordo esclude qualsiasi ruolo dei tribunali del Regno Unito o dell'Unione europea, inclusa la Corte di giustizia europea, nella risoluzione delle controversie tra l'Unione e il Regno Unito.

## Reazioni
La presidente della Commissione europea, Ursula von der Leyen, ha dichiarato al riguardo: "Valeva la pena lottare per questo accordo perché ora abbiamo un trattato equo ed equilibrato con il Regno Unito, che proteggerà i nostri interessi europei, garantirà una concorrenza leale e fornirà la prevedibilità tanto necessaria per le nostre comunità di pescatori. Finalmente possiamo lasciarci la Brexit alle spalle e guardare al futuro".
Il capo negoziatore della Commissione europea, Michel Barnier, ha dichiarato: "Siamo giunti alla fine di un periodo di quattro anni molto intenso, in particolare negli ultimi nove mesi, durante i quali abbiamo negoziato il ritiro ordinato del Regno Unito dall'Unione europea e un nuovissimo partenariato, che abbiamo finalmente concordato oggi. La tutela dei nostri interessi è stata al centro di questi negoziati e sono lieto che ci siamo riusciti. Spetta ora al Parlamento europeo e al Consiglio dire la loro su questo accordo".
Il primo ministro del Regno Unito, Boris Johnson, ha dichiarato: "Questo accordo con l'Unione europea è progettato per onorare l'istruzione del popolo britannico, espressa nel referendum del 2016 e nelle elezioni generali dello scorso anno, di riprendersi il controllo delle nostre leggi, confini, denaro, commercio e pesca. Cambia la base del nostro rapporto con i nostri vicini europei dal diritto dell'UE al libero scambio e alla cooperazione amichevole".